# JŽ serija 740
JŽ serija 740 je serija dizelsko-hidrauličnih lokomotiva Jugoslavenskih željeznica uskog kolosijeka.
Prototip je izradila tvrtka Đuro Đaković 1968. Rađene su po narudžbi željeznica u Bosni i Hercegovini (tadašnji ŽTO Sarajevo koji je djelovao u sklopu JŽ). Ukupno je bilo naručeno 40 komada, a uvedene su u promet između 1970. i 1972. godine.  Pokretao ih je motor V 12A MGO-ĐĐ snage 600 KS. Najveća brzina koju su mogle postići bila je 50 km/h. Postojale su dvije serije: osnovna serija i serija 100 koja je imala ugrađen parni generator. Nakon ukidanja uskotračne pruge, najveći dio je prodan u Indoneziju, te u Austriju i Španjolsku, a dio je prodan rudniku u Banovićima.

## Tehničke karakteristike
- Graditelj: Đuro Đaković
- Godina izgradnje: 1968.
- Osovinski raspored: B-B
- Širina kolosijeka: 760 mm
- Instalirana snaga: 447 kW (600 KS)
- Najveća brzina: 50 km/h

## Vanjske poveznice
- A J.Z. class 740-0 diesel at work in Spain